# Leucochlaena
Leucochlaena là một chi bướm đêm thuộc họ Noctuidae.

## Loài
- Leucochlaena aenigma Pinhey, 1968
- Leucochlaena fallax (Staudinger, 1870)
- Leucochlaena hirsuta (Staudinger, 1891)
- Leucochlaena hoerhammeri (Wagner, 1931)
- Leucochlaena leucocera (Hampson, 1894)
- Leucochlaena muscosa (Staudinger, 1891)
- Leucochlaena oditis (Hübner, [1822])
- Leucochlaena seposita Turati, 1919
- Leucochlaena turatii (Schawerda, 1931)